# Equus hemionus hemionus
El asno salvaje mongol (Equus hemionus hemionus), también conocido como kulan mongol, kulan del Gobi o chigetai, es una subespecie de asno salvaje asiático (Equus hemionus) nativa de Asia Oriental. Las estimaciones actuales de su población son de aproximadamente 42 000 individuos en Mongolia y alrededor de 5000 en el norte de China.

## Distribución
Su hábitat se limita principalmente a las estepas desérticas, semidesérticas y desiertos de la región del Gobi. Es la subespecie más extendida, aunque a pesar de eso, perdió alrededor del 50% de su área de distribución en Mongolia en los últimos 70 años. El rango anterior del asno salvaje asiático en el este de Asia entre el siglo xvii y mediados del siglo xix abarcaba la mayor parte de Mongolia, áreas de Siberia y Manchuria, la parte occidental de Mongolia Interior y la parte norte de Xinjiang. Su área de distribución se redujo drásticamente durante la década de 1990. Una encuesta de 1994-1997 estimó el tamaño de su población en 33 000 a 63 000 individuos en un área de distribución continua que abarcaba todo el sur de Mongolia. En 2003, una nueva encuesta encontró aproximadamente 20 000 individuos en un área de 177 563 kilómetros cuadrados en el sur de Mongolia. La especie había disminuido a 14,000 individuos en 2009.

## Biología y comportamiento
El asno salvaje mongol es un mamíferos herbívoro que se alimenta de pastos, hierbas y vegetación. También se alimenta de arbustos y árboles en hábitats más secos. Durante la primavera y el verano en Mongolia, las plantas suculentas de la familia Zygophyllaceae forman un componente importante de su dieta. Se sabe que los kulanes mongoles cavan agujeros en lechos de ríos secos y fuentes de agua para acceder al agua subterránea en respuesta a la falta de agua durante los veranos calurosos en el desierto del Gobi. Los pozos excavados también son utilizados por otras especies (silvestres y domésticas), así como por los humanos para acceder al agua.